# Rzeszów Zwięczyca
Rzeszów Zwięczyca – przystanek kolejowy w Rzeszowie, w dzielnicy Zwięczyca, w województwie podkarpackim, w Polsce, na linii Rzeszów Główny-Jasło.

## Ruch pasażerski
| Rok  | Wymiana pasażerska na dobę |
| ---- | -------------------------- |
| 2017 | 0-9                        |
| 2022 | 10-19                      |